# Thomas W. Williams
Thomas W. Williams (* 3. August 1943) ist ein US-amerikanischer Ingenieur und Informatiker.
Williams studierte an der Clarkson University mit einem Bachelor-Abschluss in Elektrotechnik, erhielt einen Master-Abschluss in Mathematik an der State University of New York in Binghamton und wurde an der Colorado State University in Elektrotechnik promoviert. Er ging zu IBM, wo er Senior Technical Staff Member in der Mikroelektronik-Abteilung von IBM in Boulder, Colorado, wurde und Manager der VLSI Design for Testability Gruppe. Danach wurde er leitender Wissenschaftler bei Synopsis.
Er ist Adjunct Professor an der University of Colorado und er war Gastprofessor an der Leibniz-Universität Hannover (1985, 1997 als Robert Bosch Stipendiat). 
In den 1960er Jahren entwickelte er neue Test- und Entwurfstechniken für LSI und dann VLSI Design mit Edward B. Eichelberger (Level Sensitive Scan Design, LSSD). 
2018 erhielt Williams den Phil Kaufman Award, 1989 mit Eichelberger den W. Wallace McDowell Award. 1988 wurde er Fellow des IEEE.

## Schriften
- mit Edward B. Eichelberger, Eric Lindbloom, John A. Waicukauski: Structured logic testing. Prentice Hall, Englewood Cliffs, N.J. 1991, ISBN 0-13-853680-5.